# Hans-Walter Blank
Hans-Walter Blank, auch: Hans Walter Blank (geb. 21. Januar 1918 in Dortmund; gest. 18. April 1968) war ein deutscher Politiker (KPD).
Hans-Walter Blank war der älteste Sohn von Walter Blank (1889–1938) und seiner Frau Martha, geb. Herzstein (1891–1935). Hans-Walter Blank war gelernter Fotograf. Er war aber auch als Jugendsekretär in der Landesleitung der KPD in Nordrhein-Westfalen tätig.

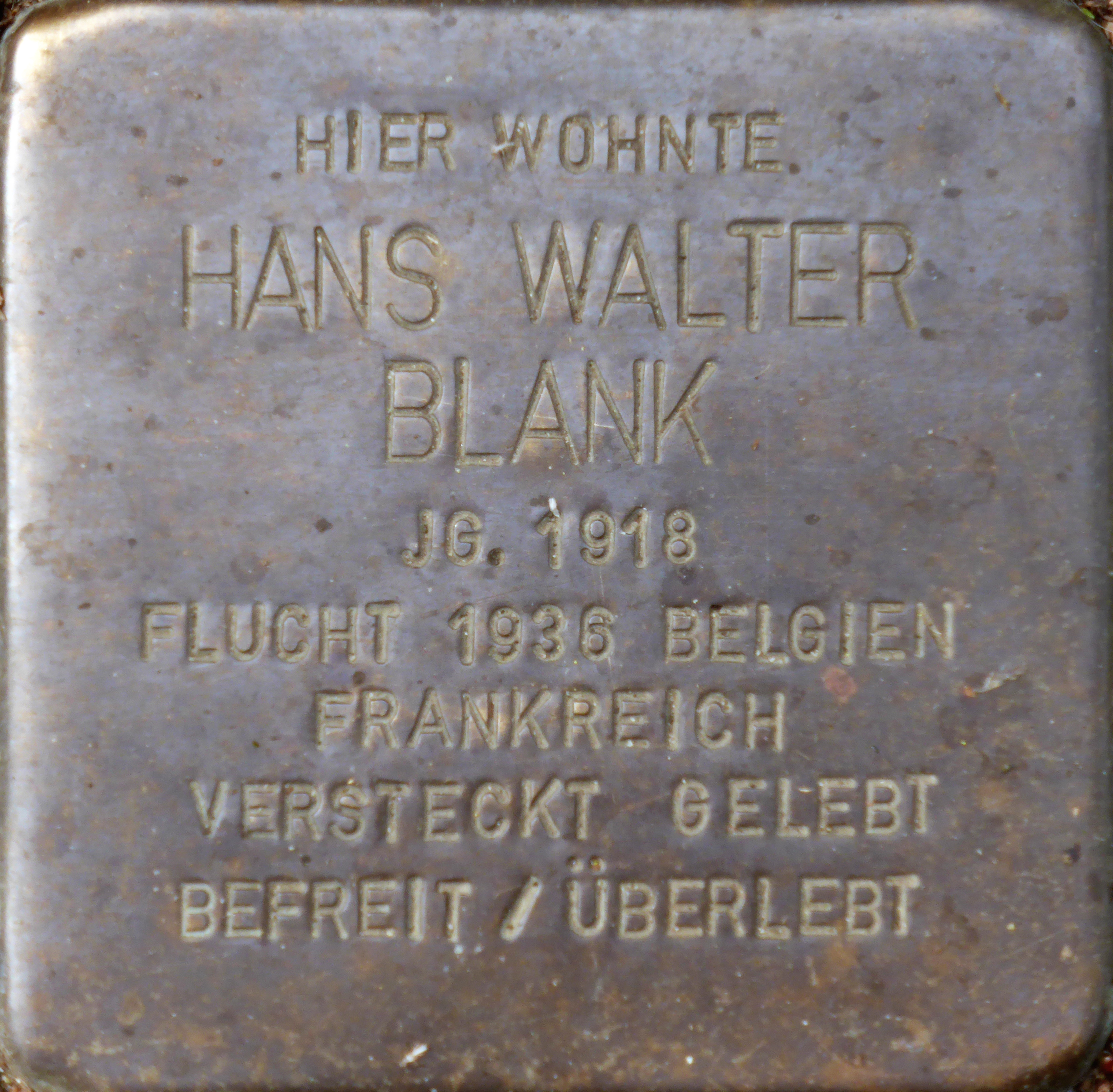
Stolperstein für Hans-Walter Blank Lohrbergstraße 27, Köln-Klettenberg.

Im April 1936 flüchtete Hans-Walter Blank mit seinem Vater und seinem Bruder Peter Max (1921–2006) vor den Nationalsozialisten nach Antwerpen, Belgien. 
Im März 1937 ging er mit seinem Vater nach Spanien, um in der XI. Internationalen Brigade gegen Franco zu kämpfen. Hier war er gemeinsam mit 300.000 Spanienkämpfern in Barcelona am 28. Oktober 1938 Teilnehmer der Abschiedsrede von Dolores Ibárurri. Nach der Niederlage der Interbrigadisten wurde Hans-Walter Blank in Argelès-sur-Mer interniert. Im April 1939 wurden er gemeinsam mit 6.807 Spanienkämpfer aus Argelès-sur-Mer und Saint-Cyprien ins Lager Gurs in die Pyrenäen gebracht. Nach dem Überfall der Deutschen Wehrmacht in Frankreich, im Mai 1940, wurden die Gefangenen aus Gurs erneut verlegt. Hans-Walter Blank kam ins Lager Mont-Louis. Im Jahr 1941 gelang ihm die Flucht und er betätigte sich in der Résistance als Kämpfer und wurde Frontbeauftragter des Komitee Freies Deutschland für den Westen (KDFW) beim 1. Regiment von Paris. 
Im April 1945 kehrte er nach Köln zurück und wurde am 20. April 1947 als KPD-Abgeordneter in den ersten nordrhein-westfälischen Landtag gewählt. In Köln setzte er sich gemeinsam mit seinem Bruder für die Rückgabe der Gemäldesammlung seiner Eltern ein. Bis auf wenige Werke, u. a. Heinrich Hoerles Denkmal der unbekannten Prothesen und Franz Wilhelm Seiwerts Diskussion blieben die Werke jedoch verschollen. 
Am 17. Juni 1950 schied Hans-Walter Blank aus dem Landtag aus und arbeitete als Angestellter und Journalist. Hans-Walter Blank starb am 18. April 1968.